# Ancogna
Il torrente Ancogna è un corso d'acqua della provincia di Bergamo. 
Nasce dalla Cima di Piazzo, nelle Alpi Orobie e confluisce dopo 5 km da destra nel torrente Stabina a Forno Nuovo, frazione di Valtorta, in Val Brembana. Percorre la Valle di Ancogno ed è interamente compreso nel territorio comunale di Valtorta.